# غردينية صمغية
غردينية صمغية (الاسم العلمي: Gardenia gummifera) هي نوع من النباتات يتبع جنس غردينية من الفصيلة الفوية.